# Dorothy Lidstone
Dorothy Lidstone (ur. 2 listopada 1938 w Wetaskiwin) – kanadyjska łuczniczka, mistrzyni świata. Startowała w konkurencji łuków klasycznych.
Największym jej osiągnięciem jest złoty medal mistrzostw świata indywidualnie w 1969 roku w Valley Forge. Trzykrotna mistrzyni Kanady (1969, 1970, 1971).